# Kero Kero Bonito
Pour les articles homonymes, voir KKB et Bonito (homonymie).
Kero Kero Bonito, parfois surnommé KKB, est un groupe de musique britannique formé à Londres en 2013. 
Le groupe comprend la chanteuse Sarah Midori Perry, les producteurs Gus Lobban et Jamie Bulled. 
Le nom du groupe est composé de l'onomatopée japonaise désignant le son du cri d'une grenouille (ケロケロ, kero-kero, dérivé de grenouille (蛙, kaeru)) et le nom d'une famille d'espèces de poisson, la bonite, omniprésente dans la cuisine japonaise. 
Leur musique est influencée par le dancehall, la J-pop ainsi que la musique de jeu vidéo.

## Discographie

### Albums studio
- 2016 : Bonito Generation
- 2018 : Time 'n' Place

### EPs
- 2014 : Bonito Recycling
- 2018 : TOTEP
- 2019 : Civilisation I
- 2021 : Civilisation II

### Mixtape
- 2014 : Intro Bonito